# Peyrilles
Peyrilles, le gentilé Peyrillacois vient du nom occitan de Peyrilles “Peirilhas”, est une commune française, située dans l'ouest du département du Lot en région Occitanie.
Elle est également dans la Bouriane, une région naturelle sablonneuse et collinaire couverte de forêt avec comme essence principale des châtaigniers.
Exposée à un climat océanique altéré, elle est drainée par le ruisseau de l'Ourajoux, le ruisseau de Rivalès et par divers autres petits cours d'eau. Incluse dans le bassin de la Dordogne, la commune possède un patrimoine naturel remarquable composé de quatre zones naturelles d'intérêt écologique, faunistique et floristique.
Peyrilles est une commune rurale qui compte 346 habitants en 2022, après avoir connu un pic de population de 1 511 habitants en 1821.  Elle fait partie de l'aire d'attraction de Cahors. Ses habitants sont appelés les Peyrillais ou  Peyrillaises.
Peyrilles se lit /peʁij/ en Alphabet Phonétique International.

## Géographie
Commune du Quercy située entre Gourdon et Cahors, sur l’Ourajoux et sur la ligne des Aubrais - Orléans à Montauban-Ville-Bourbon.

### Communes limitrophes
Les communes limitrophes sont  Concorès, Dégagnac, Gigouzac, Lavercantière, Montamel, Saint-Germain-du-Bel-Air, Thédirac et Uzech.
| Dégagnac      | Concorès  | Saint-Germain-du-Bel-Air |
| Lavercantière | Peyrilles | Montamel                 |
| Thédirac      | Uzech     | Gigouzac                 |

### Climat
Pour des articles plus généraux, voir Climat de l'Occitanie et Climat du Lot.
En 2010, le climat de la commune est de type climat océanique altéré, selon une étude s'appuyant sur une série de données couvrant la période 1971-2000. En 2020, Météo-France publie une typologie des climats de la France métropolitaine dans laquelle la commune est toujours exposée à un climat océanique altéré et est dans une zone de transition entre les régions climatiques « Aquitaine, Gascogne » et « Ouest et nord-ouest du Massif Central ». La première est caractérisée par une pluviométrie abondante au printemps, modérée en automne, un faible ensoleillement au printemps, un été chaud (19,5 °C), des vents faibles, des brouillards fréquents en automne et en hiver et des orages fréquents en été (15 à 20 jours).  La seconde présente une pluviométrie annuelle de 900 à 1 500 mm, maximale en automne et en hiver.
Pour la période 1971-2000, la température annuelle moyenne est de 11,7 °C, avec une amplitude thermique annuelle de 15,5 °C. Le cumul annuel moyen de précipitations est de 913 mm, avec 12,2 jours de précipitations en janvier et 6,6 jours en juillet. Pour la période 1991-2020, la température moyenne annuelle observée sur la station météorologique la plus proche, située sur la commune de Gourdon à 13 km à vol d'oiseau, est de 13,1 °C et le cumul annuel moyen de précipitations est de 823,0 mm,. Pour l'avenir, les paramètres climatiques de la commune estimés pour 2050 selon différents scénarios d’émission de gaz à effet de serre sont consultables sur un site dédié publié par Météo-France en novembre 2022.

### Milieux naturels et biodiversité

#### Espaces protégés
La protection réglementaire est le mode d’intervention le plus fort pour préserver des espaces naturels remarquables et leur biodiversité associée,.
La commune fait partie de la zone de transition du bassin de la Dordogne, un territoire d'une superficie de 1 880 258 ha reconnu réserve de biosphère par l'UNESCO en juillet 2012,.

#### Zones naturelles d'intérêt écologique, faunistique et floristique
L’inventaire des zones naturelles d'intérêt écologique, faunistique et floristique (ZNIEFF) a pour objectif de réaliser une couverture des zones les plus intéressantes sur le plan écologique, essentiellement dans la perspective d’améliorer la connaissance du patrimoine naturel national et de fournir aux différents décideurs un outil d’aide à la prise en compte de l’environnement dans l’aménagement du territoire.
Trois ZNIEFF de type 1 sont recensées sur la commune :
- les « landes, bois et zones tourbeuses du Frau de Lavercantière, hauts-vallons des ruisseaux du Degagnazès, de la Malemort et du Rivalès » (1 406 ha), couvrant 6 communes du département[13] ;
- les « prairies du ruisseau de Peyrilles » (19 ha)[14],
- les « ruisseaux du Bondou, de la Jonquière et bois des Dames » (493 ha), couvrant 3 communes du département[15] ;

et une ZNIEFF de type 2, : 
la « vallée du Vert » (4 238 ha), couvrant 17 communes du département.

Cartes des ZNIEFF de type 1 et 2 à Peyrilles.
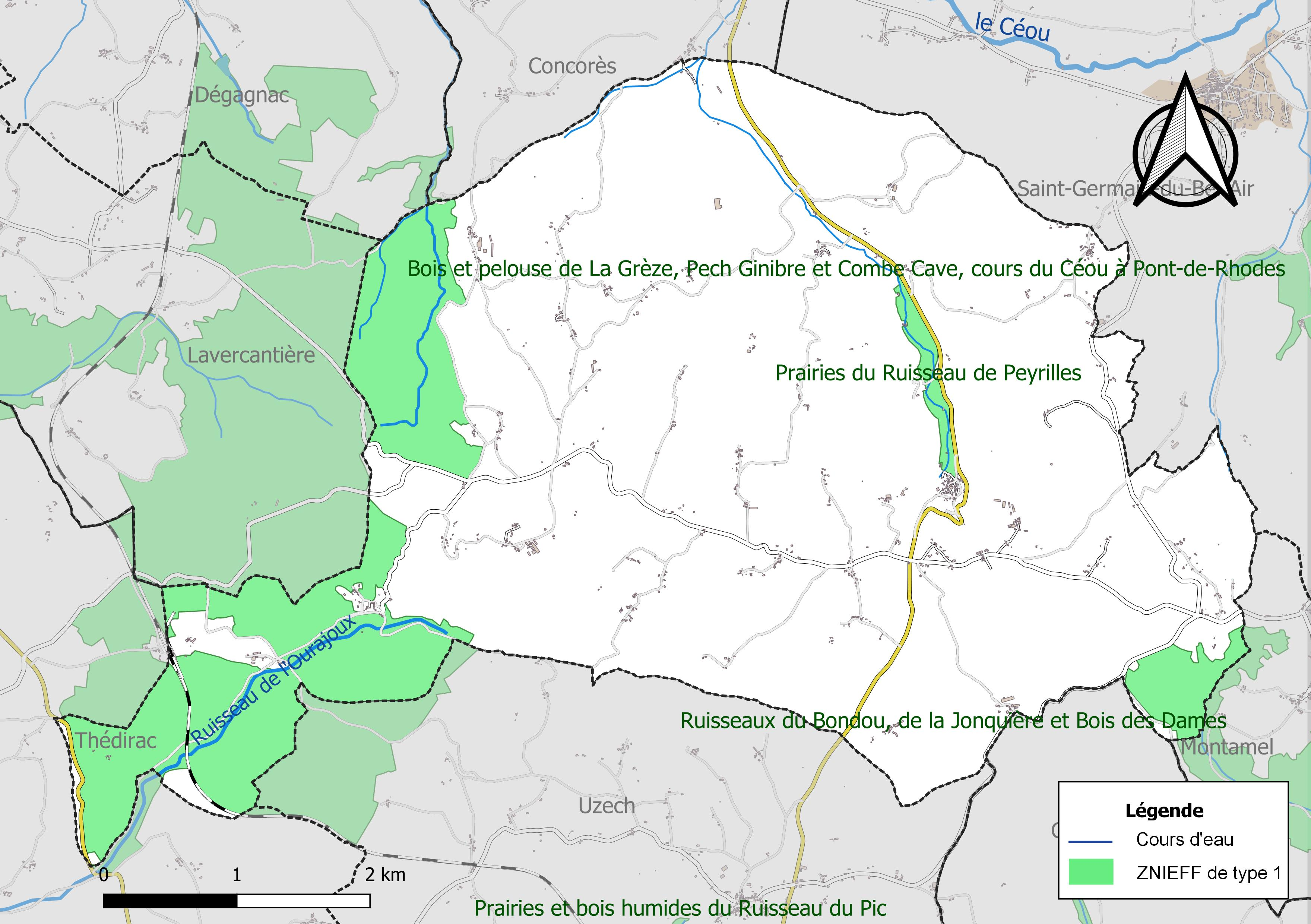
Carte des ZNIEFF de type 1 sur la commune.
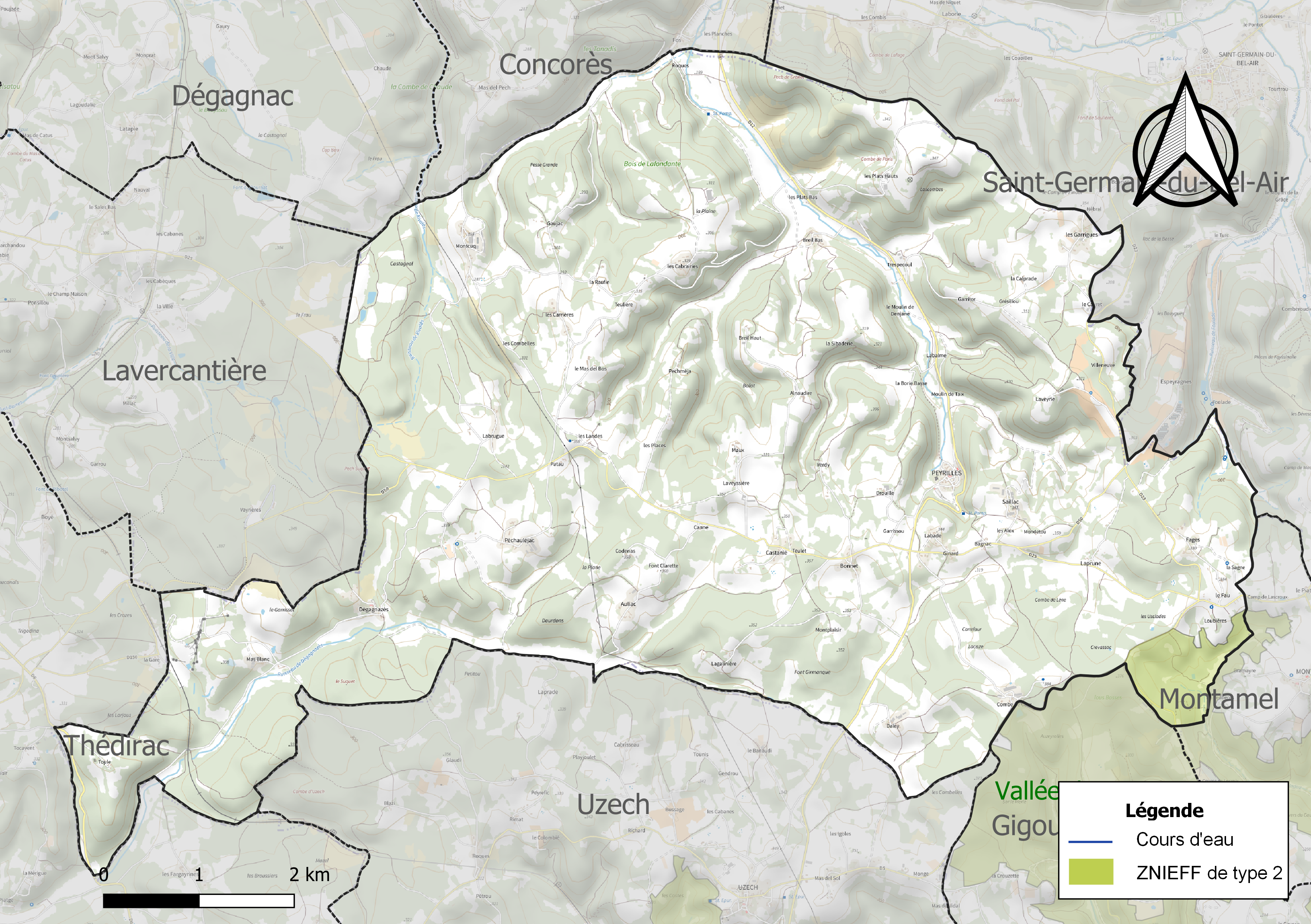
Carte de la ZNIEFF de type 2 sur la commune.

## Urbanisme

### Typologie
Au 1er janvier 2024, Peyrilles est catégorisée commune rurale à habitat très dispersé, selon la nouvelle grille communale de densité à sept niveaux définie par l'Insee en 2022.
Elle est située hors unité urbaine. Par ailleurs la commune fait partie de l'aire d'attraction de Cahors, dont elle est une commune de la couronne,. Cette aire, qui regroupe 78 communes, est catégorisée dans les aires de 50 000 à moins de 200 000 habitants,.

### Occupation des sols
L'occupation des sols de la commune, telle qu'elle ressort de la base de données européenne d’occupation biophysique des sols Corine Land Cover (CLC), est marquée par l'importance des forêts et milieux semi-naturels (52,8 % en 2018), en diminution par rapport à 1990 (54,4 %). La répartition détaillée en 2018 est la suivante : 
forêts (50,3 %), zones agricoles hétérogènes (37,9 %), prairies (6,3 %), milieux à végétation arbustive et/ou herbacée (2,5 %), mines, décharges et chantiers (2,4 %), terres arables (0,6 %). L'évolution de l’occupation des sols de la commune et de ses infrastructures peut être observée sur les différentes représentations cartographiques du territoire : la carte de Cassini (XVIIIe siècle), la carte d'état-major (1820-1866) et les cartes ou photos aériennes de l'IGN pour la période actuelle (1950 à aujourd'hui).

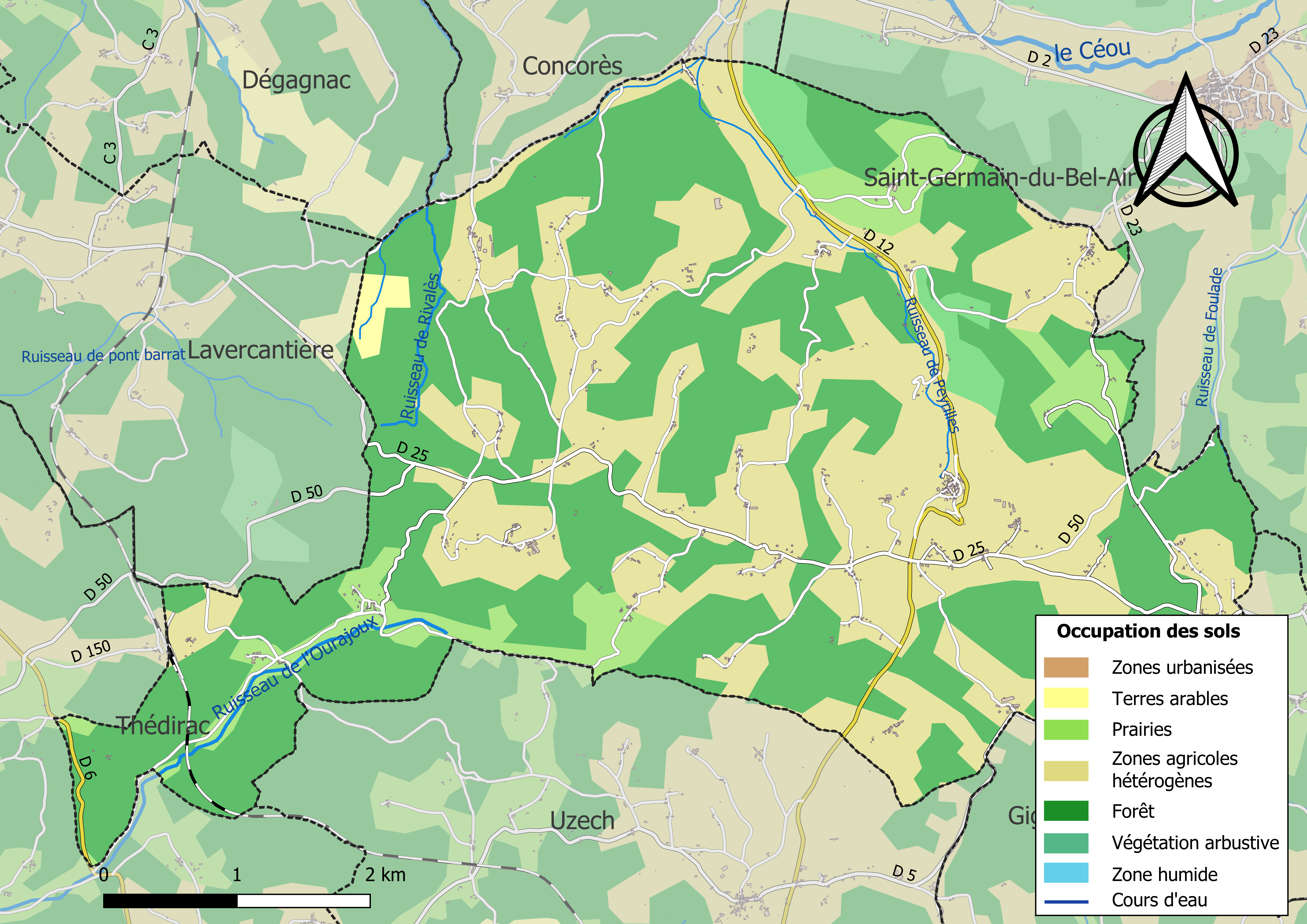
Carte des infrastructures et de l'occupation des sols de la commune en 2018 (CLC).

### Risques majeurs
Le territoire de la commune de Peyrilles est vulnérable à différents aléas naturels : météorologiques (tempête, orage, neige, grand froid, canicule ou sécheresse), inondations, feux de forêts, mouvements de terrains et séisme (sismicité très faible). Il est également exposé à un risque technologique,  le transport de matières dangereuses. Un site publié par le BRGM permet d'évaluer simplement et rapidement les risques d'un bien localisé soit par son adresse soit par le numéro de sa parcelle.

#### Risques naturels
Certaines parties du territoire communal sont susceptibles d’être affectées par le risque d’inondation par débordement de cours d'eau, notamment l'Ourajoux. La cartographie des zones inondables en ex-Midi-Pyrénées réalisée dans le cadre du XIe Contrat de plan État-région, visant à informer les citoyens et les décideurs sur le risque d’inondation, est accessible sur le site de la DREAL Occitanie. La commune a été reconnue en état de catastrophe naturelle au titre des dommages causés par les inondations et coulées de boue survenues en 1982, 1993, 1996 et 1999,.
Peyrilles est exposée au risque de feu de forêt. Un plan départemental de protection des forêts contre les incendies a été approuvé par arrêté préfectoral le 30 novembre 2015 pour la période 2015-2025. Les propriétaires doivent ainsi couper les broussailles, les arbustes et les branches basses sur une profondeur de 50 mètres, aux abords des constructions, chantiers, travaux et installations de toute nature, situées à moins de 200 mètres de terrains en nature
de bois, forêts, plantations, reboisements, landes ou friches. Le brûlage des déchets issus de l’entretien des parcs et jardins des ménages et des collectivités est interdit. L’écobuage est également interdit, ainsi que les feux de type méchouis et barbecues, à l’exception de ceux prévus dans des installations fixes (non situées sous couvert d'arbres) constituant une dépendance d'habitation.

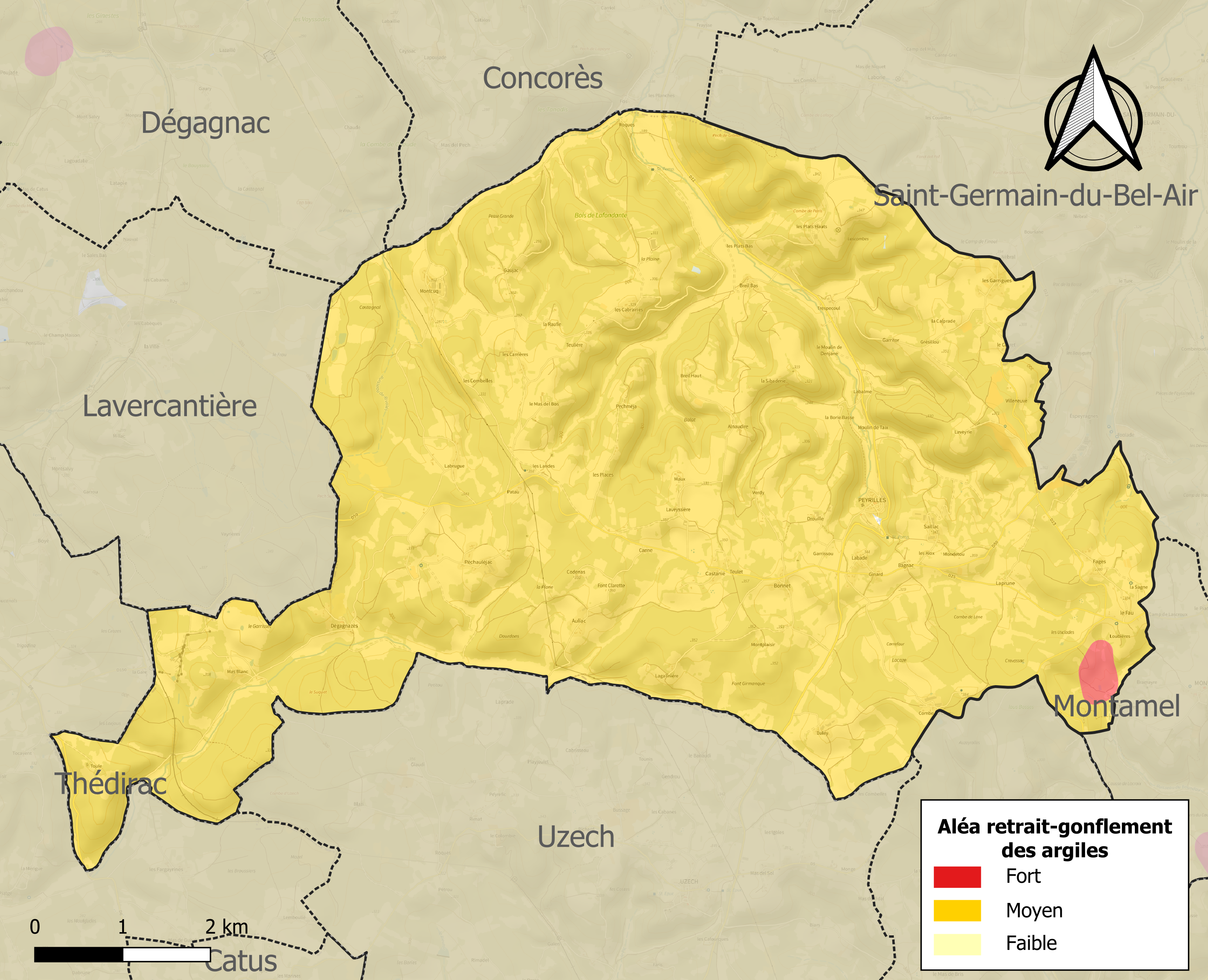
Carte des zones d'aléa retrait-gonflement des sols argileux de Peyrilles.

Les mouvements de terrains susceptibles de se produire sur la commune sont des affaissements et effondrements liés aux cavités souterraines (hors mines), des éboulements, chutes de pierres et de blocs, des glissements de terrain et des tassements différentiels. Par ailleurs, afin de mieux appréhender le risque d’affaissement de terrain, l'inventaire national des cavités souterraines permet de localiser celles situées sur la commune.
Le retrait-gonflement des sols argileux est susceptible d'engendrer des dommages importants aux bâtiments en cas d’alternance de périodes de sécheresse et de pluie. La totalité de la commune est en aléa moyen ou fort (67,7 % au niveau départemental et 48,5 % au niveau national). Sur les 268 bâtiments dénombrés sur la commune en 2019, 267 sont en aléa moyen ou fort, soit 100 %, à comparer aux 72 % au niveau départemental et 54 % au niveau national. Une cartographie de l'exposition du territoire national au retrait gonflement des sols argileux est disponible sur le site du BRGM,.
Par ailleurs, afin de mieux appréhender le risque d’affaissement de terrain, l'inventaire national des cavités souterraines permet de localiser celles situées sur la commune.
Concernant les mouvements de terrains, la commune a été reconnue en état de catastrophe naturelle au titre des dommages causés par la sécheresse en 1989 et 2019 et par des mouvements de terrain en 1999.

#### Risques technologiques
Le risque de transport de matières dangereuses sur la commune est lié à sa traversée par une infrastructure ferroviaire. Un accident se produisant sur une telle infrastructure est susceptible d’avoir des effets graves sur les biens, les personnes ou l'environnement, selon la nature du matériau transporté. Des dispositions d’urbanisme peuvent être préconisées en conséquence.

## Toponymie
Le toponyme Peyrilles (en occitan Peirilhas) est basé sur le gallo-romain Petrilius villa qui nous est parvenu sous la forme Petrilhia confondue ultérieurement avec peirilha (petite pierre).

## Histoire

### Liste des consuls
Les consuls de Peyrilles sous l'Ancien Régime sont :
| Année | Nom    | Résidence |
| ----- | ------ | --------- |
| 1754  | Brugié | Concorès  |

Peyrilles pendant la guerre d'Algérie et le refus du maire.

### Les Templiers et les Hospitaliers
Au Moyen Âge, une partie de la commune a appartenu aux Templiers et aux Hospitaliers.
En 1280, le baron de Gourdon fait don d'une partie de ses terres dans cette paroisse aux Hospitaliers de l'ordre de Saint-Jean de Jérusalem puis on constate qu'en 1298, La Pomarède  et Septfons appartenaient à la commanderie templière du Bastit. La Pomarède demeura une possession de la commanderie du Bastit une fois dévolue aux Hospitaliers et ce jusqu'en 1488, date à laquelle elle fut cédée à Jean d'Auriole, seigneur de Roussillon avec l'ensemble des biens de l'Hôpital dans cette paroisse. Sur l'ensemble de la commune, On trouve les Hospitaliers du Bastit également en possession de Saint-Thomas des Landes (Lauzettes), du mas de la Guilhermie et du mas del Fau.

## Politique et administration
| Période                                  | Période  | Identité               | Étiquette | Qualité |
| ---------------------------------------- | -------- | ---------------------- | --------- | ------- |
| 1790                                     |          | Lambert Larroche (de)  |           |         |
| 1790                                     | 1791     | Jean-pierre Valet      |           |         |
| 1791                                     | 1794     | Antoine Grangie        |           |         |
| 1794                                     | 1796     | Antoine Bories         |           |         |
| 1796                                     | 1800     | Pierre Pons            |           |         |
| 1800                                     | 1804     | Antoine Grangie        |           |         |
| 1804                                     | 1815     | Jean-pierre Valet      |           |         |
| 1815                                     | 1820     | Pierre Pons            |           |         |
| 1820                                     | 1832     | Pierre Grangie         |           |         |
| 1832                                     | 1841     | Antoine Durand         |           |         |
| 1841                                     | 1848     | Jean-baptiste Mostolac |           |         |
| 1848                                     | 1852     | Antoine Durand         |           |         |
| 1852                                     | 1855     | Joseph Lacombe         |           |         |
| 1855                                     | 1868     | François Valette       |           |         |
| 1868                                     | 1884     | Baptiste Lafargue      |           |         |
| 1884                                     | 1892     | Cyprien Valette        |           |         |
| 1892                                     | 1933     | Marcellin Rible        |           |         |
| 1933                                     | 1944     | Robert Dumas           |           |         |
| 1944                                     | 1947     | Augustin Dujol         |           |         |
| 1947                                     | 1970     | Robert Dumas           |           |         |
| 1970                                     | 1975     | Gabriel Rible          |           |         |
| 1975                                     | 1981     | Michel Bivort          |           |         |
| 1981                                     |          | Jean-paul Dujol        |           |         |
| mars 2001                                | En cours | Stéphane Magot         | RE        | Employé |
| Les données manquantes sont à compléter. |          |                        |           |         |

Peyrilles étant un village appartenant au monde occitan, on y plante le mai pour les élections, les mariages. L’actuel maire est le plus jeune maire du Lot.

## Démographie
L'évolution du nombre d'habitants est connue à travers les recensements de la population effectués dans la commune depuis 1793. Pour les communes de moins de 10 000 habitants, une enquête de recensement portant sur toute la population est réalisée tous les cinq ans, les populations de référence des années intermédiaires étant quant à elles estimées par interpolation ou extrapolation. Pour la commune, le premier recensement exhaustif entrant dans le cadre du nouveau dispositif a été réalisé en 2007.

En 2022, la commune comptait 346 habitants, en évolution de −6,49 % par rapport à 2016 (Lot : +1,31 %, France hors Mayotte : +2,11 %).
| 1793  | 1800  | 1806  | 1821  | 1831  | 1836  | 1841  | 1846  | 1851  |
| ----- | ----- | ----- | ----- | ----- | ----- | ----- | ----- | ----- |
| 1 207 | 1 200 | 1 050 | 1 511 | 1 214 | 1 260 | 1 281 | 1 301 | 1 301 |

| 1856  | 1861  | 1866  | 1872  | 1876  | 1881  | 1886  | 1891  | 1896  |
| ----- | ----- | ----- | ----- | ----- | ----- | ----- | ----- | ----- |
| 1 213 | 1 182 | 1 220 | 1 194 | 1 208 | 1 174 | 1 148 | 1 047 | 1 018 |

| 1901 | 1906 | 1911 | 1921 | 1926 | 1931 | 1936 | 1946 | 1954 |
| ---- | ---- | ---- | ---- | ---- | ---- | ---- | ---- | ---- |
| 951  | 860  | 782  | 680  | 623  | 598  | 566  | 519  | 433  |

| 1962 | 1968 | 1975 | 1982 | 1990 | 1999 | 2006 | 2007 | 2012 |
| ---- | ---- | ---- | ---- | ---- | ---- | ---- | ---- | ---- |
| 409  | 369  | 336  | 326  | 340  | 313  | 341  | 345  | 388  |

| 2017 | 2022 | - | - | - | - | - | - | - |
| ---- | ---- | - | - | - | - | - | - | - |
| 354  | 346  | - | - | - | - | - | - | - |

## Économie

### Revenus
En 2018, la commune compte 152 ménages fiscaux, regroupant 344 personnes. La médiane du revenu disponible par unité de consommation est de 19 270 € (20 740 € dans le département).

### Emploi
|                | 2008  | 2013  | 2018   |
| -------------- | ----- | ----- | ------ |
| Commune        | 2,6 % | 5,3 % | 10,1 % |
| Département    | 7,3 % | 8,9 % | 9,6 %  |
| France entière | 8,3 % | 10 %  | 10 %   |

En 2018, la population âgée de 15 à 64 ans s'élève à 198 personnes, parmi lesquelles on compte 78 % d'actifs (68 % ayant un emploi et 10,1 % de chômeurs) et 22 % d'inactifs,. En  2018, le taux de chômage communal (au sens du recensement) des 15-64 ans est supérieur à celui du département et de la France, alors qu'en 2008 la situation était inverse.
La commune fait partie de la couronne de l'aire d'attraction de Cahors, du fait qu'au moins 15 % des actifs travaillent dans le pôle,. Elle compte 72 emplois en 2018, contre 50 en 2013 et 60 en 2008. Le nombre d'actifs ayant un emploi résidant dans la commune est de 140, soit un indicateur de concentration d'emploi de 51,5 % et un taux d'activité parmi les 15 ans ou plus de 52,6 %.
Sur ces 140 actifs de 15 ans ou plus ayant un emploi, 55 travaillent dans la commune, soit 39 % des habitants. Pour se rendre au travail, 78,8 % des habitants utilisent un véhicule personnel ou de fonction à quatre roues, 3,6 % s'y rendent en deux-roues, à vélo ou à pied et 17,6 % n'ont pas besoin de transport (travail au domicile).

### Activités hors agriculture

#### Secteurs d'activités
29 établissements sont implantés  à Peyrilles au 31 décembre 2019.
Le secteur de la construction est prépondérant sur la commune puisqu'il représente 31 % du nombre total d'établissements de la commune (9 sur les 29 entreprises implantées  à Peyrilles), contre 13,9 % au niveau départemental.

#### Entreprises et commerces
Prédominance agricole, ceci se retrouve dans le fait qu’il y ait une coopérative d’utilisation de matériel agricole (CUMA) à Peyrilles même, il y a une vingtaine d’exploitations agricoles.
Présence d’une carrière de quartz, lors de l’installation de celle-ci des opposants ont fait savoir leur mécontentement. En effet de nombreux camions empruntent les routes de Peyrilles bien qu’une partie des envois soit faite par train.
Le tourisme est l’une des activités économiques de Peyrilles, ainsi que les services à domicile, plomberie, ADMR, garde d'enfant, etc. La grande partie des touristes étrangers est anglophone.

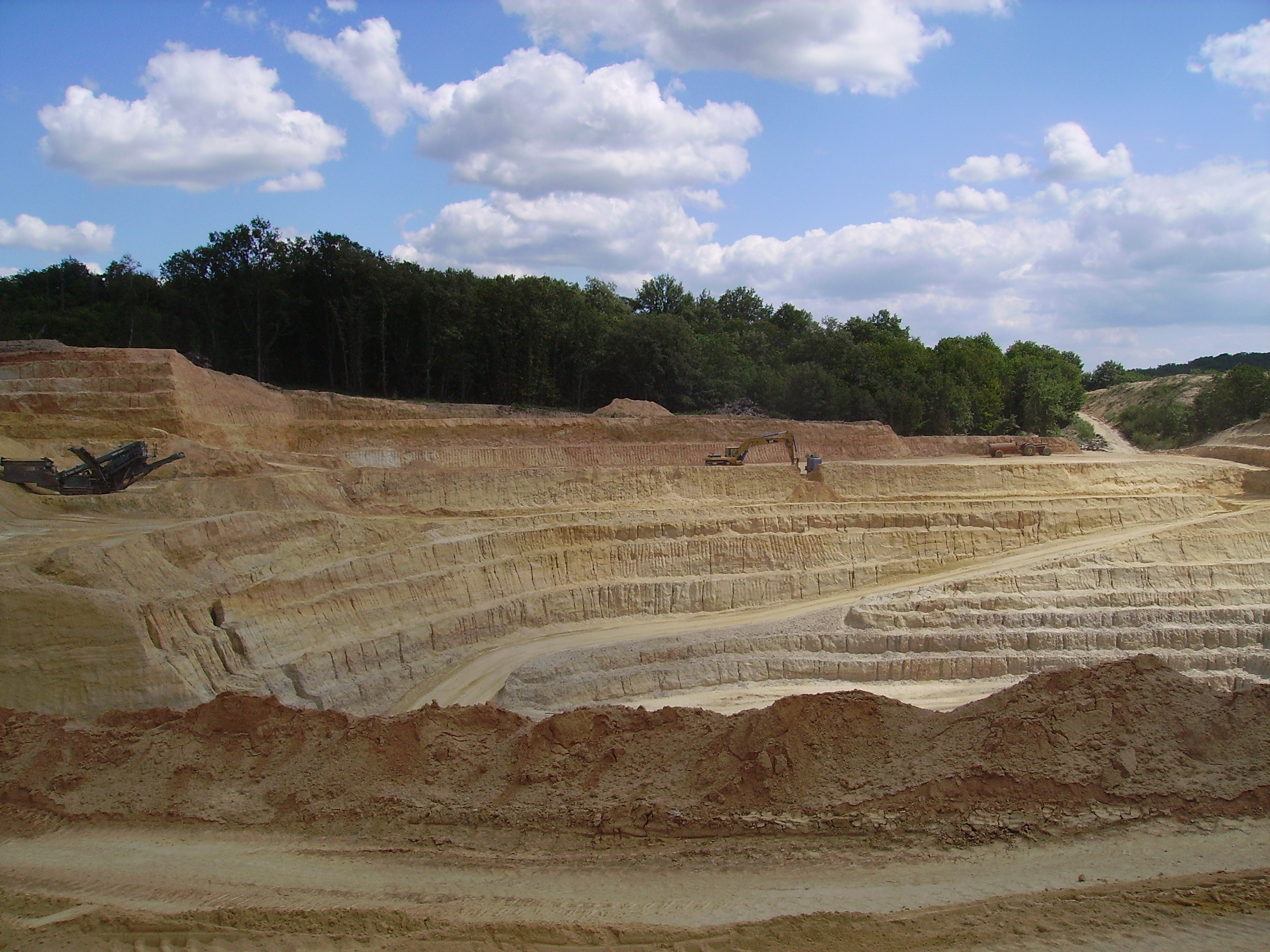
Carrière de quartz.

### Agriculture
La commune est dans la « Bourianne », une petite région agricole occupant une partiede l'ouest du territoire du département du Lot. En 2020, l'orientation technico-économique de l'agriculture  sur la commune est l'élevage bovin, orientation mixte lait et viande.
|               | 1988 | 2000  | 2010  | 2020  |
| ------------- | ---- | ----- | ----- | ----- |
| Exploitations | 44   | 30    | 19    | 16    |
| SAU (ha)      | 971  | 1 040 | 1 303 | 1 605 |

Le nombre d'exploitations agricoles en activité et ayant leur siège dans la commune est passé de 44 lors du recensement agricole de 1988  à 30 en 2000 puis à 19 en 2010 et enfin à 16 en 2020, soit une baisse de 64 % en 32 ans. Le même mouvement est observé à l'échelle du département qui a perdu pendant cette période 60 % de ses exploitations,. La surface agricole utilisée sur la commune a quant à elle fortement augmenté, passant de 971 ha en 1988 à 1605 ha en 2020. Parallèlement la surface agricole utilisée moyenne par exploitation a augmenté, passant de 22 à 100 ha.

## Culture locale et patrimoine

### Lieux et monuments
- Église Saint-Pierre-ès-Liens de Peyrilles. L'édifice est référencé dans la base Mérimée et à l'Inventaire général de la région Occitanie[44]. Plusieurs objets sont référencés dans la base Palissy[44].
- Église Notre-Dame-de-la-Compassion de Dégagnazès (XIe siècle, XIIe siècle), ancien prieuré grandmontain. L'édifice a été inscrit au titre des monuments historiques en 1926[45]. Plusieurs objets sont référencés dans la base Palissy[45].
- Chapelle de Bonnet.
- Chapelle de Peyrilles.
- Château dans le bourg, actuellement sans utilité depuis 2000.
- Lavoir.

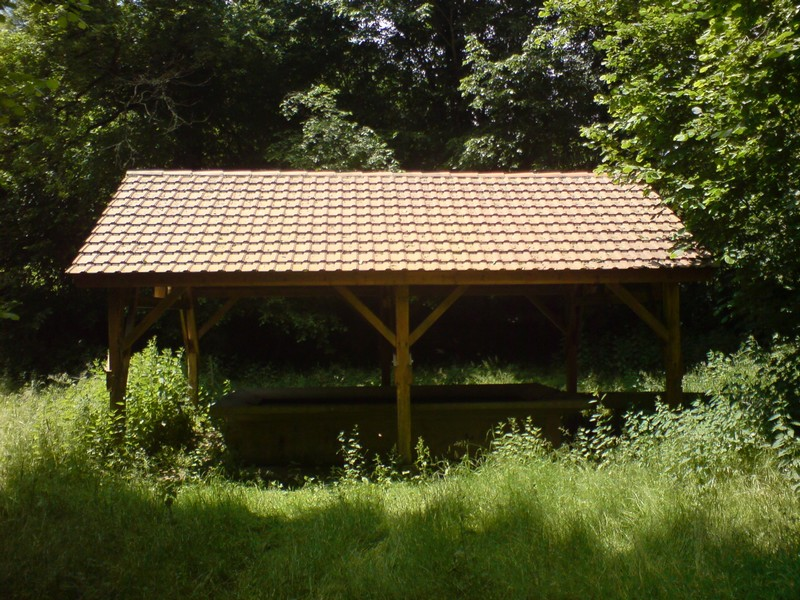
Le lavoir du Dégagnazès.
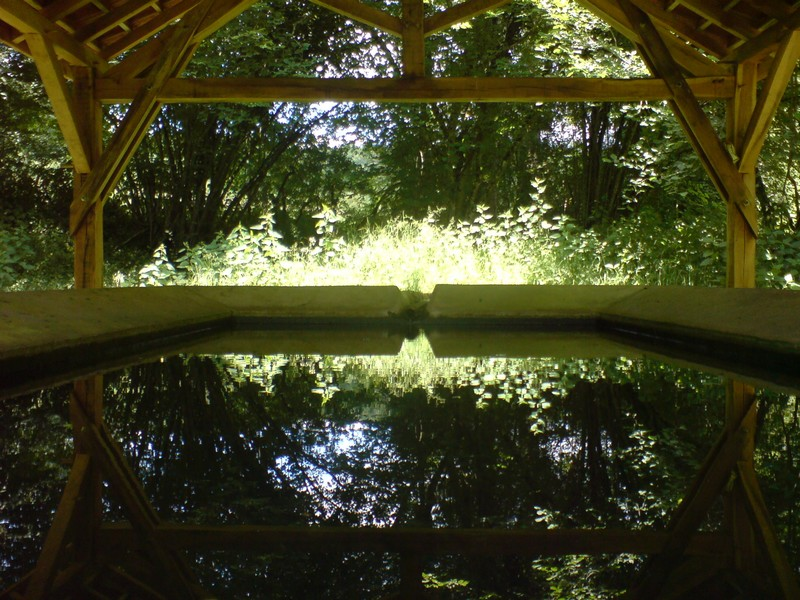
Le lavoir du Dégagnazès.
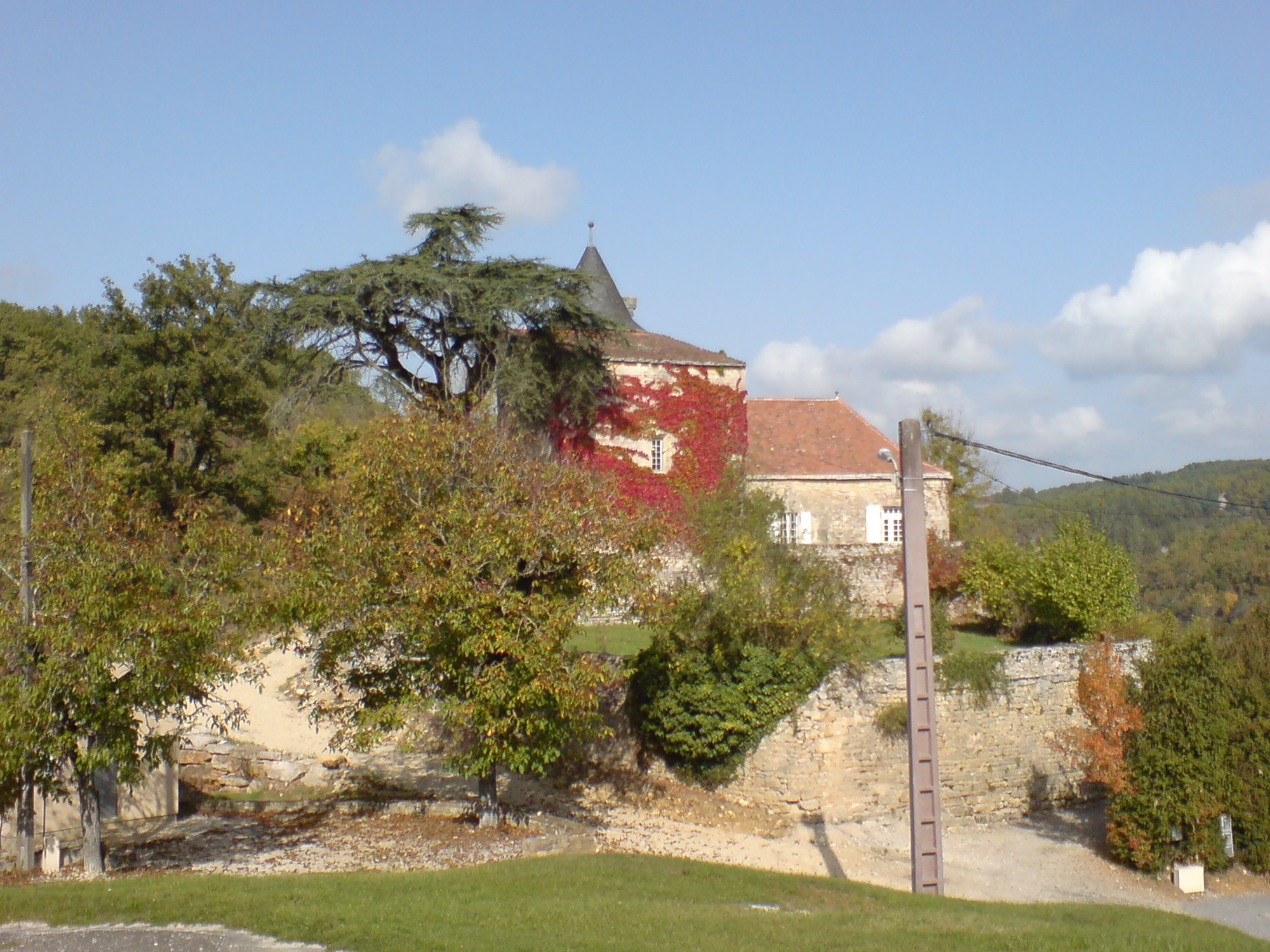
Château de Peyrilles.
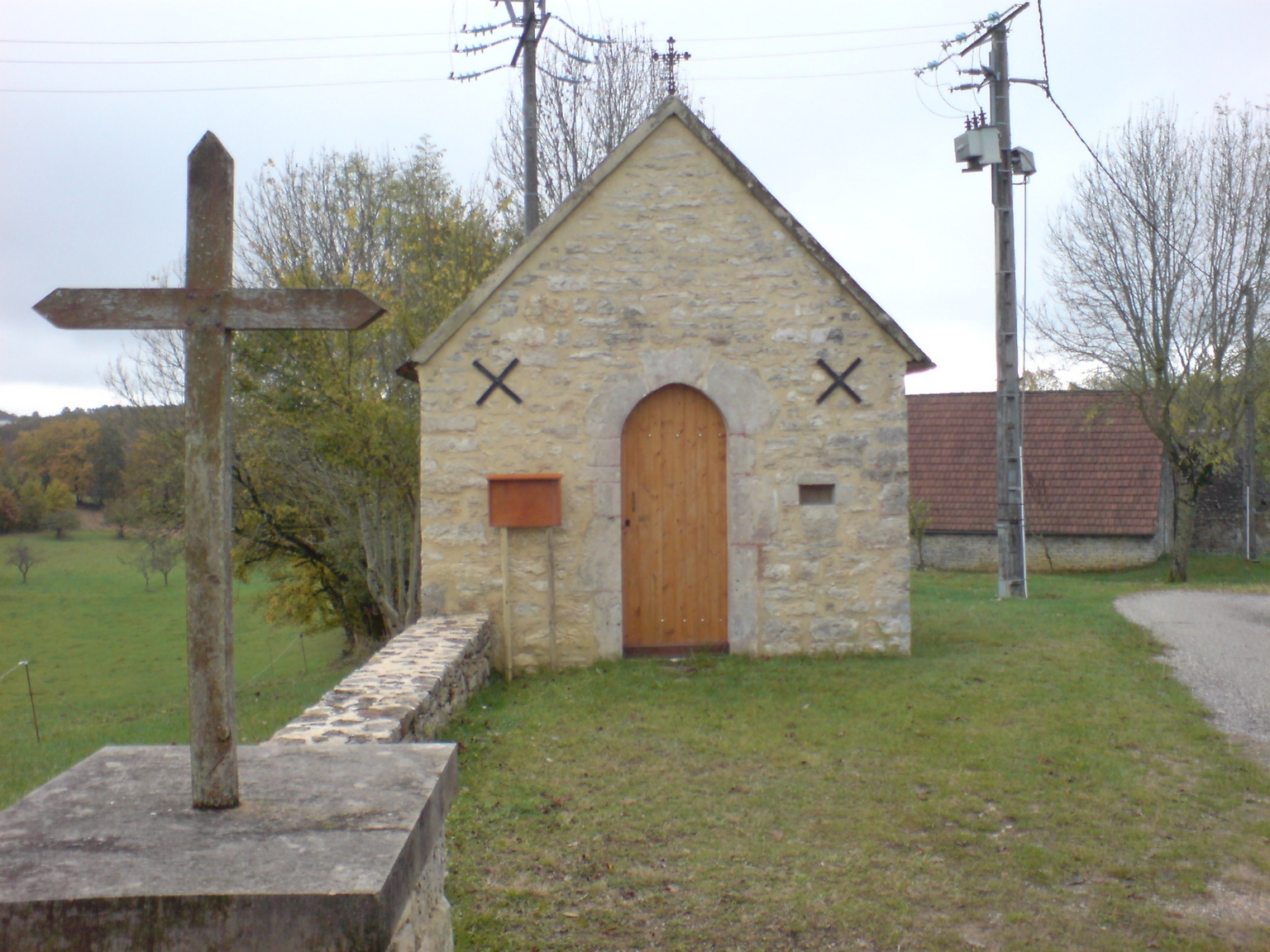
Chapelle de Bonnet.
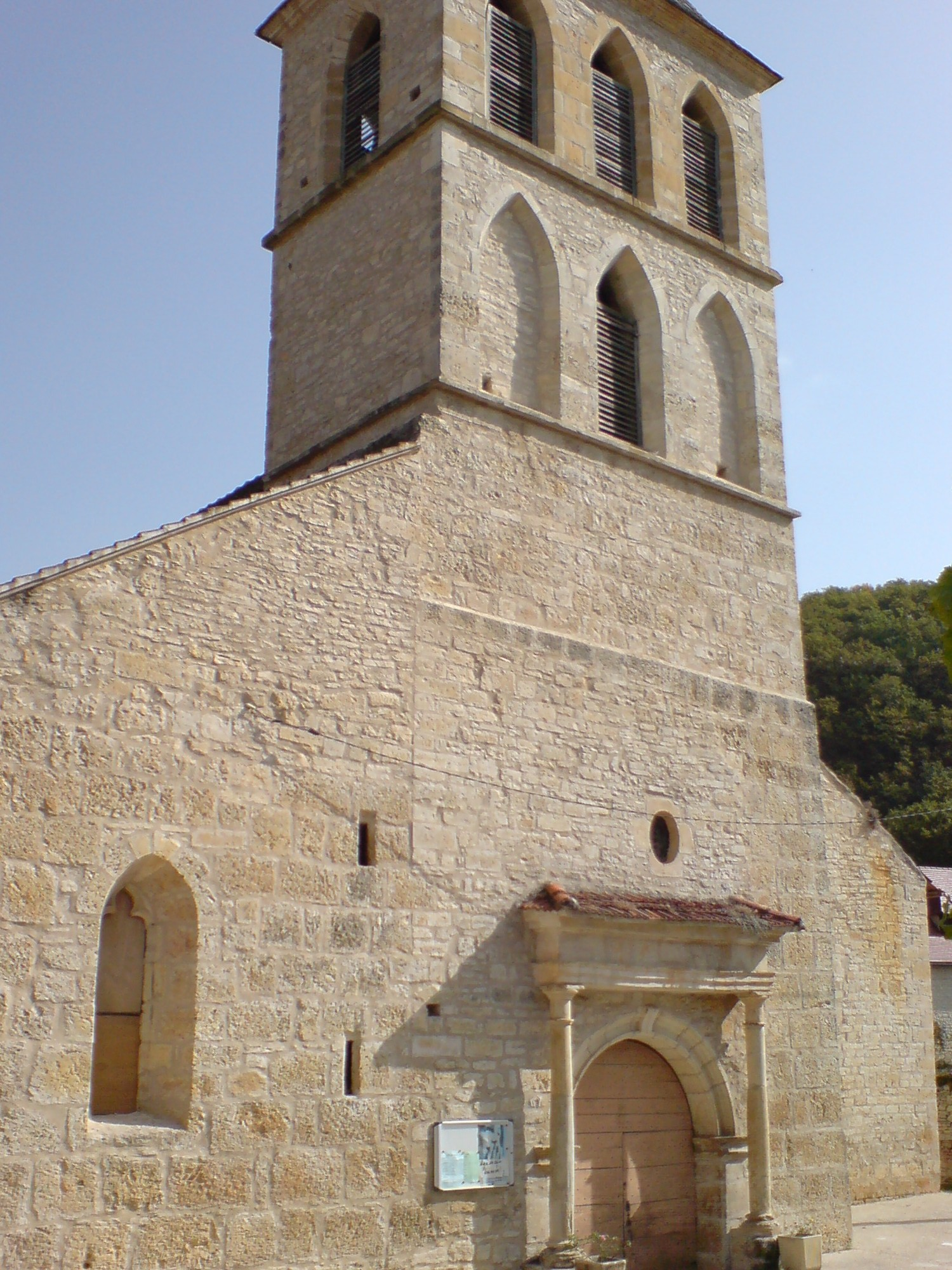
Église Saint-Pierre-ès-Liens.
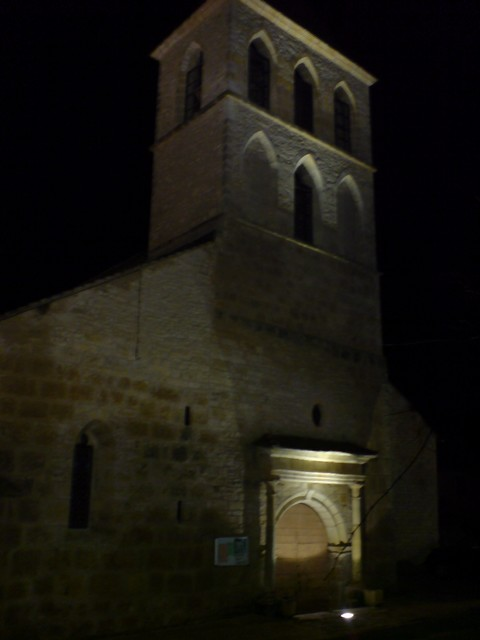
Église de nuit.
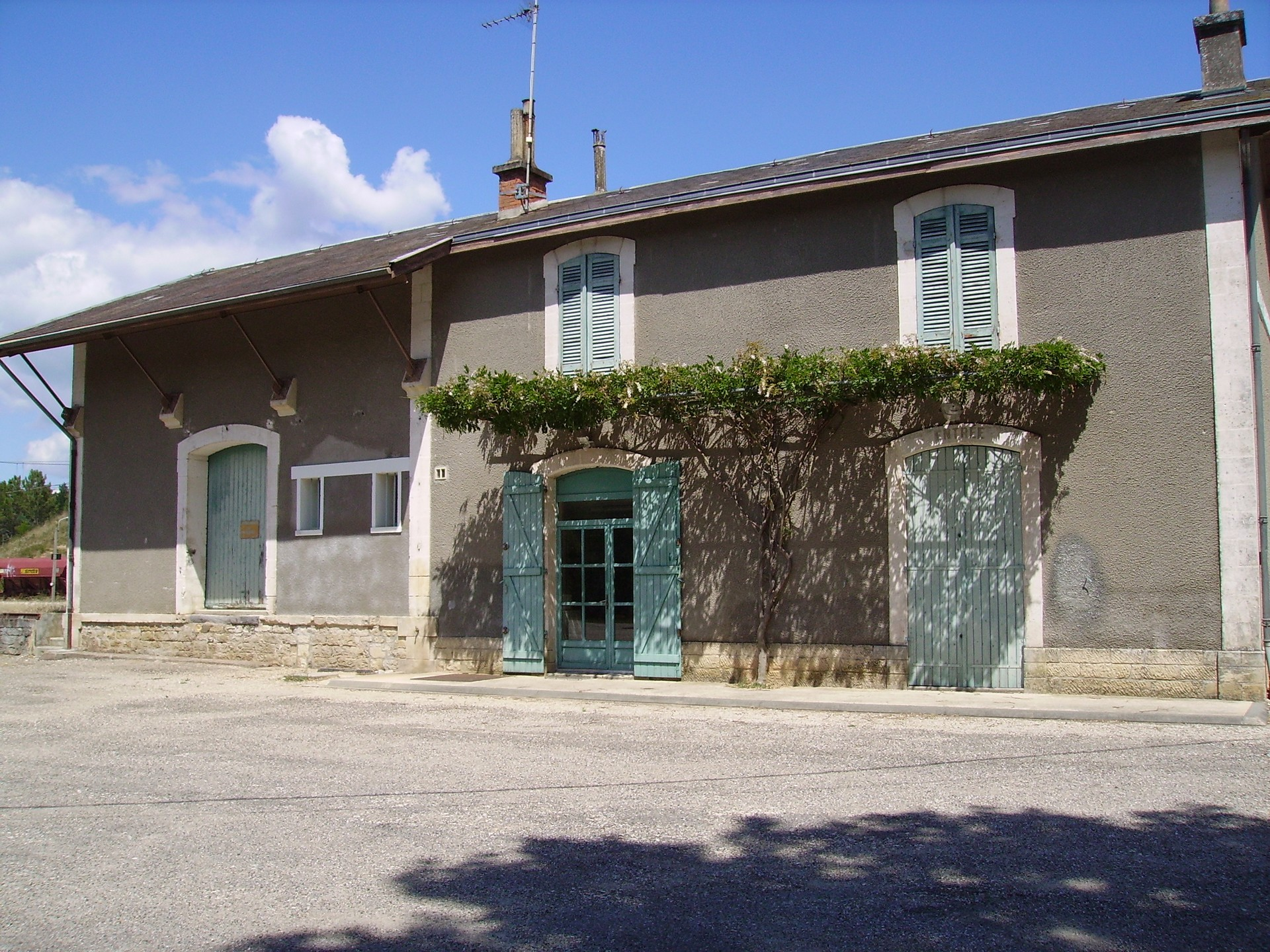
Gare de Thédirac-Peyrilles.
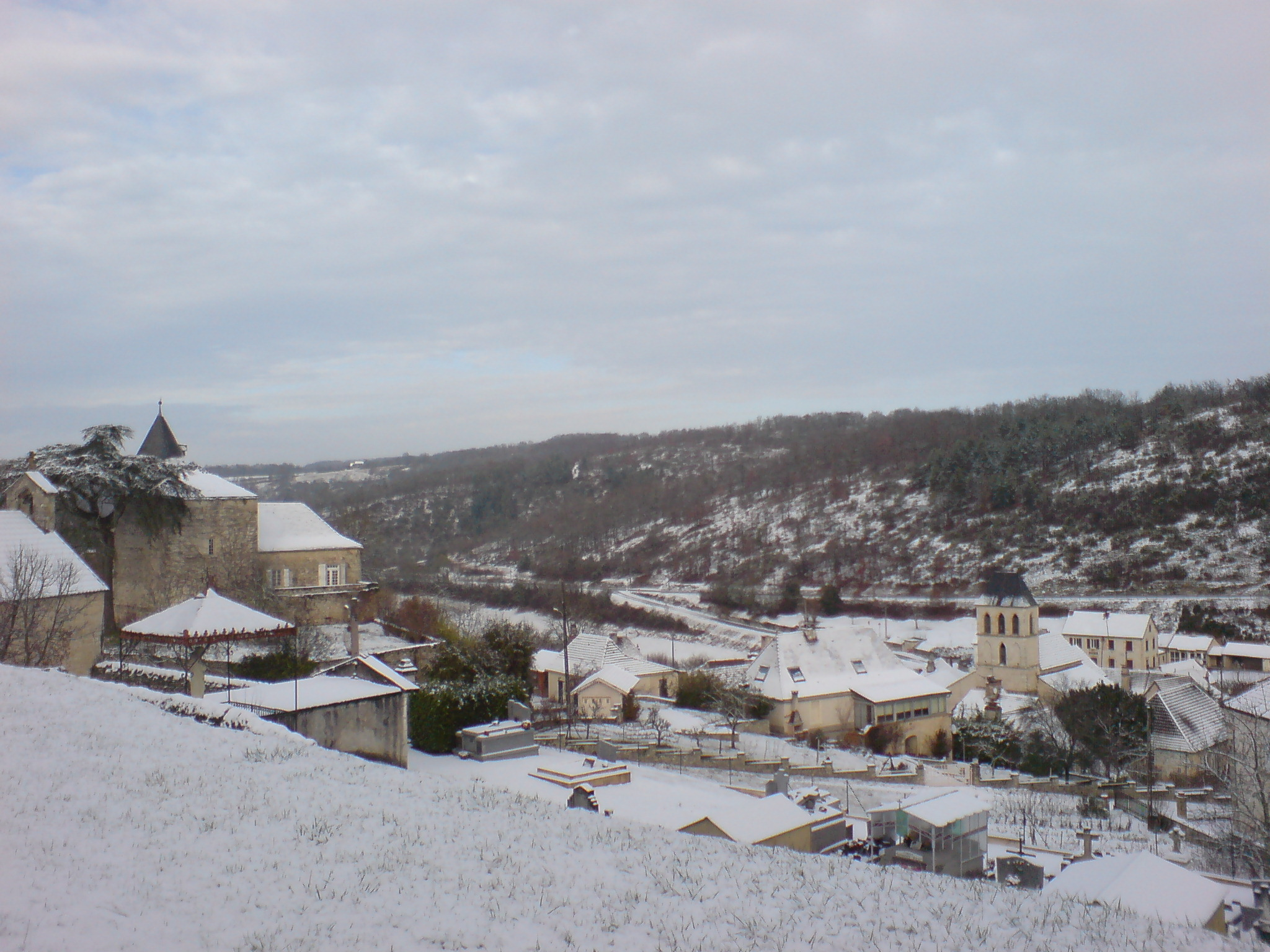
Peyrilles sous la neige.

## Vie locale
Petit village connu, entre autres, pour son restaurant qui cuisine la mique, levée chaque mercredi. Le boulanger de la localité cuit son pain au feu de bois.
Des travaux d’enfouissement des réseaux électriques et téléphoniques ont eu lieu du printemps 2008 à fin octobre 2008. Ces travaux ont été réalisés pour plusieurs raisons, premièrement pour éviter les problèmes que de fortes tombées de neiges ou orages peuvent créer sur les réseaux, mais aussi afin de mettre le village en valeur. L'église est à présent mise en valeur depuis la route qui longe le village.

### Vie associative
- Comités des fêtes :Tracteur décoré pour les aubades.

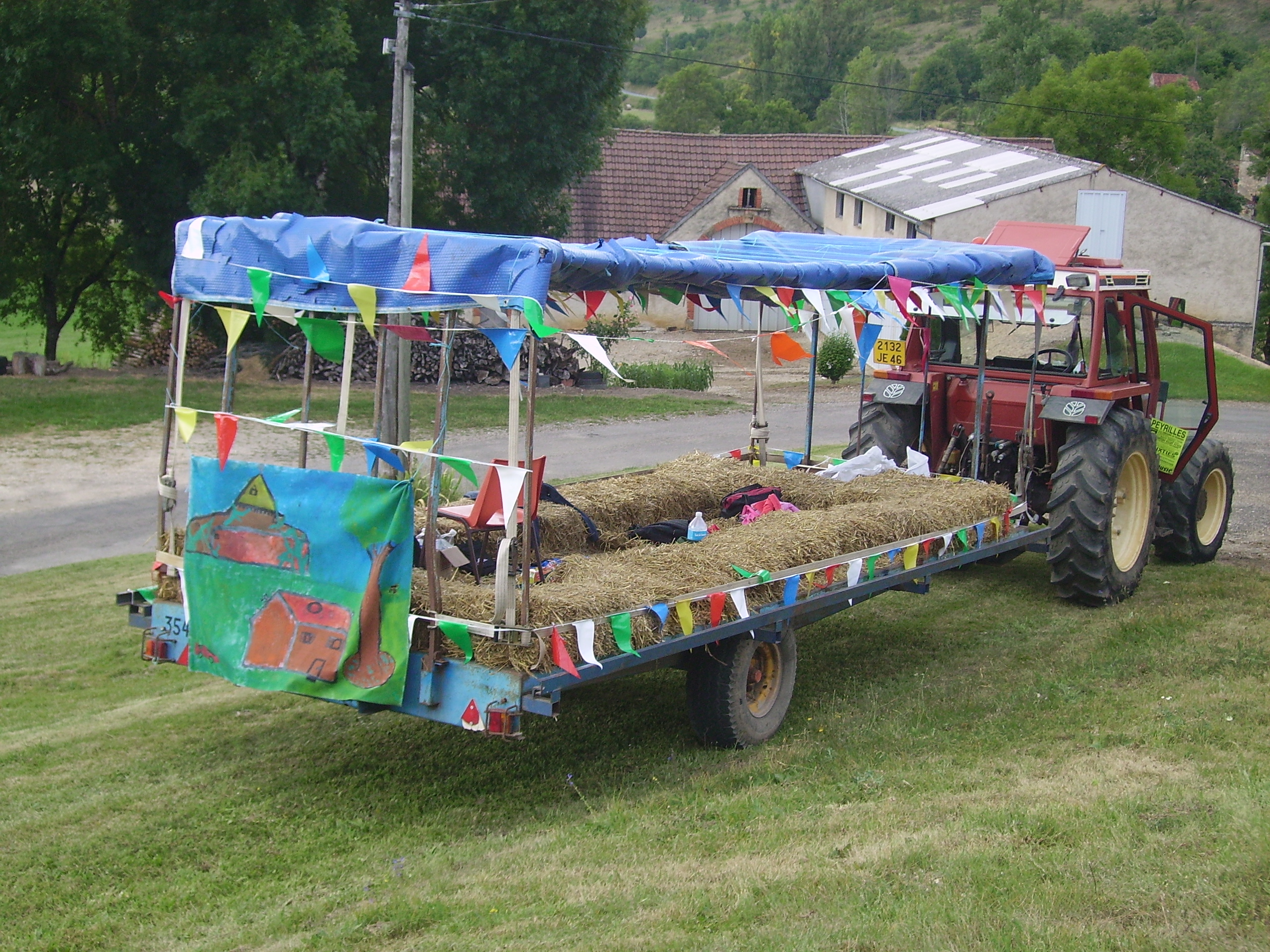
Tracteur décoré pour les aubades.

Peyrilles est partagé en deux pour ses fêtes locales. Du fait que le Dégagnazès n’ait pas toujours fait partie de Peyrilles cette partie du village dispose de son propre comité des fêtes. Celui-ci s’occupe principalement de la Foire aux melons du mois de septembre. « Site du Comité »(Archive.org • Wikiwix • Archive.is • Google • Que faire ?) Voir aussi la légende du Dégagnazès
Le second s’occupe quant à lui de la fête votive d’août, et autres manifestations.
Une fois par an ces deux comités traitent ensemble pour organiser le feu de la Saint-Jean. Depuis le 28 juillet 2010 tous les ans, une fête médiévale en costume d’époque est organisée en parallèle de celle de Gourdon. Le président actuel du comité des fêtes pour la zone Dégagnazès est David Delpeche, pour toute autre zone le président est Pascal Lasfargues. Dans les deux comités les aubades se pratiquent.
- Agir pour préserver notre bien-être en Bouriane présidée par madame Lalande Jacqueline.

### Enseignement
- Maternelle : ce cycle se déroule à Uzech.
- École primaire : l’enseignement allant du CE1 au CM2 se fait dans une école se situant dans le même bâtiment que la mairie.

Le réfectoire scolaire est aménagé dans la plus petite partie de la salle des fêtes en s’appuyant sur une cuisine mise à disposition.
- Collège : les enfants de Peyrilles doivent aller à la cité scolaire de Gourdon, ou bien avec une dérogation peuvent aller à Cahors.

### Personnalités liées à la commune
Richard Cœur de Lion a été emprisonné au château de Peyrilles.

## Héraldique
| Blason | Blasonnement : De gueules au lion d'or accompagné de onze besants du même ordonnés en orle. |

#### Site de l'Insee
1. ↑  « La grille communale de densité », sur le site de l'Insee, 28 mai 2024 (consulté le 28 juin 2024).
2. 1 2  Insee, « Métadonnées de la commune de Peyrilles ».
3. ↑  « Liste des communes composant l'aire d'attraction de Cahors », sur le site de l'Insee (consulté le 28 juin 2024).
4. ↑  Marie-Pierre de Bellefon, Pascal Eusebio, Jocelyn Forest, Olivier Pégaz-Blanc et Raymond Warnod (Insee), « En France, neuf personnes sur dix vivent dans l’aire d’attraction d’une ville », sur le site de l'Insee, 21 octobre 2020 (consulté le 28 juin 2024).
5. ↑  « REV T1 - Ménages fiscaux de l'année 2018 à Peyrilles » (consulté le 5 février 2022).
6. ↑  « REV T1 - Ménages fiscaux de l'année 2018 dans le Lot » (consulté le 5 février 2022).
7. 1 2  « Emp T1 - Population de 15 à 64 ans par type d'activité en 2018 à Peyrilles » (consulté le 5 février 2022).
8. ↑  « Emp T1 - Population de 15 à 64 ans par type d'activité en 2018 dans le Lot » (consulté le 5 février 2022).
9. ↑  « Emp T1 - Population de 15 à 64 ans par type d'activité en 2018 dans la France entière » (consulté le 5 février 2022).
10. ↑  « Base des aires d'attraction des villes 2020 », sur site de l'Insee (consulté le 10 avril 2021).
11. ↑  « Emp T5 - Emploi et activité en 2018 à Peyrilles » (consulté le 5 février 2022).
12. ↑  « ACT T4 - Lieu de travail des actifs de 15 ans ou plus ayant un emploi qui résident dans la commune en 2018 » (consulté le 5 février 2022).
13. ↑  « ACT G2 - Part des moyens de transport utilisés pour se rendre au travail en 2018 » (consulté le 5 février 2022).
14. ↑  « DEN T5 - Nombre d'établissements par secteur d'activité au 31 décembre 2019 à Peyrilles » (consulté le 14 février 2022).
15. ↑  « DEN T5 - Nombre d'établissements par secteur d'activité au 31 décembre 2019 dans le Lot » (consulté le 14 février 2022).

#### Autres sources
1. ↑  Carte IGN sous Géoportail
2. 1 2  Daniel Joly, Thierry Brossard, Hervé Cardot, Jean Cavailhes, Mohamed Hilal et Pierre Wavresky, « Les types de climats en France, une construction spatiale », Cybergéo, revue européenne de géographie - European Journal of Geography, no 501,‎ 18 juin 2010 (DOI 10.4000/cybergeo.23155, lire en ligne, consulté le 14 novembre 2023)
3. ↑  « Zonages climatiques en France métropolitaine. », sur pluiesextremes.meteo.fr (consulté le 14 novembre 2023).
4. ↑  « Orthodromie entre Peyrilles et Gourdon », sur fr.distance.to (consulté le 14 novembre 2023).
5. ↑  « Station Météo-France « Gourdon » (commune de Gourdon) - fiche climatologique - période 1991-2020 », sur donneespubliques.meteofrance.fr (consulté le 14 novembre 2023).
6. ↑  « Station Météo-France « Gourdon » (commune de Gourdon) - fiche de métadonnées. », sur donneespubliques.meteofrance.fr (consulté le 14 novembre 2023).
7. ↑  « Climadiag Commune : diagnostiquez les enjeux climatiques de votre collectivité. », sur meteofrance.fr, novembre 2022 (consulté le 14 novembre 2023).
8. ↑  « Les espaces protégés. », sur le site de l'INPN (consulté le 10 mai 2022).
9. ↑  « Liste des espaces protégés sur la commune », sur le site de l'inventaire national du patrimoine naturel (consulté le 2 septembre 2021).
10. ↑  « Réserve de biosphère du bassin de la Dordogne », sur mab-france.org (consulté le 2 septembre 2021).
11. ↑  « Bassin de la Dordogne - zone de transition - fiche descriptive », sur le site de l'inventaire national du patrimoine naturel (consulté le 1er septembre 2021).
12. 1 2  « Liste des ZNIEFF de la commune de Peyrilles », sur le site de l'Inventaire national du patrimoine naturel (consulté le 2 septembre 2021).
13. ↑  « ZNIEFF les « landes, bois et zones tourbeuses du Frau de Lavercantière, hauts-vallons des ruisseaux du Degagnazès, de la Malemort et du Rivalès » - fiche descriptive », sur le site de l'inventaire national du patrimoine naturel (consulté le 2 septembre 2021).
14. ↑  « ZNIEFF les « prairies du ruisseau de Peyrilles » - fiche descriptive », sur le site de l'inventaire national du patrimoine naturel (consulté le 2 septembre 2021).
15. ↑  « ZNIEFF les « ruisseaux du Bondou, de la Jonquière et bois des Dames » - fiche descriptive », sur le site de l'inventaire national du patrimoine naturel (consulté le 2 septembre 2021).
16. ↑  « ZNIEFF la « vallée du Vert » - fiche descriptive », sur le site de l'inventaire national du patrimoine naturel (consulté le 2 septembre 2021).
17. ↑  « CORINE Land Cover (CLC) - Répartition des superficies en 15 postes d'occupation des sols (métropole). », sur le site des données et études statistiques du ministère de la Transition écologique. (consulté le 14 avril 2021).
18. 1 2 3  « Les risques près de chez moi - commune de Peyrilles », sur Géorisques (consulté le 17 octobre 2022).
19. ↑  BRGM, « Évaluez simplement et rapidement les risques de votre bien », sur Géorisques (consulté le 13 septembre 2022).
20. ↑  DREAL Occitanie, « CIZI », sur occitanie.developpement-durable.gouv.fr (consulté le 13 septembre 2022).
21. ↑  « Dossier départemental des risques majeurs dans le Lot », sur lot.gouv.fr (consulté le 13 septembre 2022), partie 1 -  chapitre Risque inondation.
22. ↑  « Dossier départemental des risques majeurs dans le Lot », sur lot.gouv.fr (consulté le 13 septembre 2022).
23. ↑  « Dossier départemental des risques majeurs dans le Lot », sur lot.gouv.fr (consulté le 13 septembre 2022), chapitre Mouvements de terrain.
24. 1 2  « Liste des cavités souterraines localisées sur la commune de Peyrilles », sur georisques.gouv.fr (consulté le 13 septembre 2022).
25. ↑  « Retrait-gonflement des argiles », sur le site de l'observatoire national des risques naturels (consulté le 13 septembre 2022).
26. ↑  « Dossier départemental des risques majeurs dans le Lot », sur lot.gouv.fr (consulté le 13 septembre 2022), chapitre Risque transport de matières dangereuses.
27. ↑  Gaston Bazalgues, À la découverte des noms de lieux du Quercy : Toponymie lotoise, Gourdon, Éditions de la Bouriane et du Quercy, juin 2002, 127 p. (ISBN 2-910540-16-2), p. 72.
28. ↑  Famille de Boysson, Livre de raison (1732-1789).
29. ↑  Jacques Juillet, Templiers et hospitaliers en Quercy : commanderies et prieurés sur le chemin de Notre-Dame de Rocamadour, Le Mercure Dauphinois, 2010, 3e éd., 332 p. (ISBN 978-2-35662-213-6, présentation en ligne)
30. ↑  Annie Charnay, « La commanderie des Templiers du Bastit de 1250 à 1315 », dans Etudes sur le Quercy et les commanderies des ordres militaires : actes du XLIIe Congrès d'études régionales organisé par la Société des études du Lot à Souillac et Martel les 19, 20 et 21 juin 1987, Fédération des Sociétés académiques et savantes de Languedoc-Pyrénées-Gascogne, 1988 (présentation en ligne), p. 138-146.
31. ↑  Montauban et les anciens pays de Tarn-et-Garonne, Société archéologique de Tarn-et-Garonne, 1987, 427 p. (présentation en ligne), p. 147.
32. ↑  Abbé C. Nicolas, « Histoire des grands prieurs et du prieuré de Saint-Gilles faisant suite au manuscrit de Jean Raybaud 1751-1806 : tome III », Mémoires de l'Académie de Nîmes, t. XXIX,‎ 1906, p. 117, lire en ligne sur Gallica
33. ↑  « Les maires de Peyrilles », sur Site francegenweb, 19 février 2011 (consulté le 25 octobre 2017).
34. ↑  L'organisation du recensement, sur insee.fr.
35. ↑  Calendrier départemental des recensements, sur insee.fr.
36. ↑  Des villages de Cassini aux communes d'aujourd'hui sur le site de l'École des hautes études en sciences sociales.
37. ↑  Fiches Insee - Populations de référence de la commune pour les années 2006, 2007, 2008, 2009, 2010, 2011, 2012, 2013, 2014, 2015, 2016, 2017, 2018, 2019, 2020, 2021 et 2022.
38. ↑  [Complément d'information http://archives.echo.levillage.org/53/bouriane_lot.shtml]
39. ↑  « Les régions agricoles (RA), petites régions agricoles(PRA) - Année de référence : 2017 », sur agreste.agriculture.gouv.fr (consulté le 14 février 2022).
40. ↑  Présentation des premiers résultats du recensement agricole 2020, Ministère de l’agriculture et de l’alimentation, 10 décembre 2021
41. 1 2  « Fiche de recensement agricole - Exploitations ayant leur siège dans la commune de Peyrilles - Données générales », sur recensement-agricole.agriculture.gouv.fr (consulté le 14 février 2022).
42. ↑  « Fiche de recensement agricole - Exploitations ayant leur siège dans le département du Lot » (consulté le 14 février 2022).
43. 1 2  « Église paroissiale Saint-Pierre », sur pop.culture.gouv.fr (consulté le 7 juin 2021).
44. 1 2  « Eglise de Degagnazés », sur pop.culture.gouv.fr (consulté le 7 juin 2021).
45. ↑  Site internet de l'école